# Герб Черкаського
Герб Черка́ського — один з офіційних символів селища Черкаське Самарівського району Дніпропетровської області, затверджений 24 червня 2008 р. рішенням № 4-22/V Могилівської сільської ради VII скликання.

## Опис
Щит перетятий, із сяйвом від центру і червоним нитяним увігнуто-вигнутим лівим перев'язом, на верхньому лазуровому полі справа св. Георгій у срібних обладунках і червоному плащі тримає у правиці хрест, а у лівиці спис із червоним прапорцем, зліва — накладені на перев'яз три срібні нитяні укорочені хвилясті балки, над ними — дев'ять зелених трикутників (3:3:3), на нижньому золотому полі срібна п'ятипроменева зірка, з якої виходять три червоні язики полум'я, над нею справа зелений танк, зліва — зелений БМП, над танком три, а над БМП — п'ять (3 та 2) орденських планок. Щит облямований декоративним картушем, увінчаним тризубом.

## Значення символів
Символіка військового селища має цілком військову спрямованість. Постать Святого Георгія символізує воїна-захисника. Зображення у гербі танка та бойової машини піхоти вказують на розміщення в селищі 22-ї гвардійської танкової та 93-ї гвардійської механізованої бригад. Червоний перев'яз уособлює бойовий шлях цих військових з'єднань під час німецько-радянської війни, орденські планки сповіщають про їхню героїчну історію та отримані нагороди, а вічний вогонь — про значні жертви.
Автори — О. Є. Ломакіна, Т. Є. Мосійчук, О. М. Кочетов.